# Cattedrale di Santa Maria Madre della Chiesa
La cattedrale di Santa Maria Madre della Chiesa si trova nella città di Mostar, in Bosnia ed Erzegovina ed è sede della diocesi di Mostar-Duvno.

## Storia
I lavori di costruzione della nuova cattedrale in stile moderno hanno avuto inizio nel 1974, con gli scavi per le fondamenta. I lavori terminarono nell'estate del 1980, a causa anche di rallentamenti, modifiche al progetto originario e difetti architettonici riscontrati nella zona del presbiterio. L'interno è decorato con vetrate e mosaici. Durante la guerra in Bosnia la chiesa è stata notevolmente danneggiata. In seguito è stata ricostruita.